# La nostra storia (Francesco De Gregori)
La nostra storia è una raccolta del cantautore italiano Francesco De Gregori, pubblicata nel 1987.

## Tracce
1. La donna cannone
2. Buonanotte fiorellino
3. Stella stellina
4. Niente da capire
5. Generale
6. Viva l'Italia
7. Bufalo Bill
8. Rimmel
9. Alice
10. Titanic
11. I muscoli del capitano
12. La leva calcistica della classe '68
13. Pablo
14. Piccola mela